# Buttevant
Buttevant (iriska: Cill na Mullach) är en ort i republiken Irland.   Den ligger i grevskapet County Cork och provinsen Munster, i den sydvästra delen av landet, 200 km sydväst om huvudstaden Dublin. Buttevant ligger 88 meter över havet och antalet invånare är 970.
Buttevant är belägen vid vägen N20 mellan Limerick och Cork. Järnvägslinjen mellan Dublin och Cork går även igenom staden, men tågen stannar inte vid orten, eftersom stationen förstördes under första världskriget.
Namnet Buttevant kommer från släkten St Legers franska valspråk (Pousser en avant). Släkten St Leger bodde på Buttevant house. En dotter i familjen, Elisabeth St Leger, blev år 1710 vittne till ett frimurarmöte i huset och upptogs därför som första kvinnliga medlem av en frimurarloge.